# RK Makarska rivijera
Ragbi klub Makarska rivijera je ragbijski klub iz Makarske.
Klub je osnovan 1968. godine pod imenom "Metalplastika". Kasnije je promijenio ime u "Energoinvest", te naposljetku u "Makarska rivijera".
Klupsko sjedište je u Ul. Stjepana Ivičevića 34 u Makarskoj.

## Klupski uspjesi

### Državna prvenstva

#### Kadeti
- 1992/93. kadeti do 13 i do 11 godina prvaci Hrvatske

- 1992. prvenstva Hrvatske do 15 god.
- 2014. prvaci Hrvatske do 14 god.
- 2016. prvaci Hrvatske do 16 god.[1]

#### Seniori
- 1974. godine drugo mjesto u prvenstvu bivše Jugoslavije
- 1988. godine treće mjesto u prvenstvu bivše Jugoslavije
- 1995/96.: doprvaci
- 1996/97.: doprvaci
- 1997/98. prvaci Hrvatske (seniori)
- 2001/02. prvaci Hrvatske (seniori)

### Kupovi
- osvajači:
- 1990. godine pobjednici kadetskog kupa (do 15g.) bivše Jugoslavije
- 1997. pobjednici kupa Hrvatske (seniori)
- 1998. pobjednici kupa Hrvatske (juniori)
- 2006. pobjednici kupa Hrvatske (seniori)

- sudionici završnice:
- 1983. godine finalisti kupa bivše Jugoslavije
- 1996. finalisti kupa Hrvatske (seniori)
- 2004. finalisti kupa Hrvatske (seniori)

### Međunarodna natjecanja
- 2000. Osvajači srednjoeuropskog kupa

## Vanjske poveznice
- http://www.makarskarugby.hr  Arhivirana inačica izvorne stranice od 1. rujna 2009. (Wayback Machine)
- http://www.makarskarugby.com  Arhivirana inačica izvorne stranice od 11. veljače 2006. (Wayback Machine)
- http://www.makarskasevens.com  Arhivirana inačica izvorne stranice od 5. prosinca 2006. (Wayback Machine)